# عبودة
العبودة عند بعض السالكين هي العبادة له تعالى إجلالا وهيبة وحياء منه ومحبة له، وهي أعلى من العبودية وهي أعلى من العبادة. فالعبادة محلها البدن وهي إقامة الأمر، والعبودية محلها الروح وهي الرضاء بالحكم، والعبودة محلها السر.